# Boomer Esiason
Norman Julius Esiason (* 17. April 1961 in West Islip, Long Island, New York) ist ein ehemaliger US-amerikanischer American-Football-Spieler. Er spielte Quarterback unter anderem bei den Cincinnati Bengals in der National Football League (NFL).

## Kindheit/College
Esiason wuchs in East Islip auf und besuchte dort die High School. Als Student an der University of Maryland spielte er College Football in deren Footballmannschaft Maryland Terrapins. Er gewann 1983 mit ihnen den Titel in der Atlantic Coast Conference und qualifizierte sich damit mit seiner Mannschaft für den Florida Citrus Bowl, den sie allerdings gegen die University of Tennessee mit 30:23 verloren. Seinen Nicknamen: Boomer erhielt er bereits im Mutterleib, da er sich dort sehr kräftig bemerkbar machte. Der Nickname ersetzte sehr schnell den Vornamen.

## Profizeit
Esiason wurde 1984 an der 37. Stelle in der zweiten Runde des NFL Draft von den Cincinnati Bengals verpflichtet. Im ersten Profijahr erhielt der Linkshänder nur wenig Einsatzzeit. Sein erstes Spiel, welches er von Anfang an für Quarterback Ken Anderson bestritt gewann er mit 13:3 gegen die Houston Oilers. Esiason wurde im zweiten Jahr zum Starting-Quarterback, ersetzte Anderson und erzielte 27 Touchdowns. Mit den Wide Receivern Cris Collinsworth, Eddie Brown und Tim Mcgee standen ihm sehr gute Passfänger zur Verfügung. Im Jahr 1988 konnten die Bengals in der Regular Season zwölf von 16 Spielen gewinnen und sich mit dieser Leistung für die Play-offs qualifizieren. Nach einem 21:13-Sieg im Divisional-Play-off-Spiel gegen die Seattle Seahawks gelang der Mannschaft von Esiason ein 21:10-Sieg im AFC Championship Game gegen die Buffalo Bills. Mit diesem Sieg zog Esiason mit seinem Team in den Super Bowl XXIII gegen die San Francisco 49ers ein, die mit Quarterback Joe Montana und Wide Receiver Jerry Rice antraten. Das Spiel ging für die Bengals mit 16:20 verloren.
Von 1993 bis 1995 spielte Esiason für die New York Jets. Nach einem Jahr bei den Arizona Cardinals beendete Esiason 1997 bei den Bengals seine Karriere.
In 14 Profijahren erzielte Esiason in der Regular Season 37.920 Yards Raumgewinn durch seine Pässe. Seinen 247 Touchdownpässen und acht Touchdowns durch Laufspiel stehen 184 Interceptions gegenüber.

## Ehrungen
1988 wurde Esiason zum NFL MVP und zum AFC MVP der Saison gewählt. Esiason spielte zudem in vier Pro Bowls und wurde zweimal zum All Star gewählt. 1995 erhielt er den Walter Payton Man of the Year Award. Sein ehemaliges College nahm ihn im Jahr 2003 in die Ruhmeshalle der Universität auf.

## Weitere Aktivitäten
1993 wurde bei Esiasons Sohn Mukoviszidose diagnostiziert. Esiason gründete eine Stiftung um Geld für den Kampf gegen die Krankheit seines Sohnes zu sammeln. Später gründete er mit Hilfe des früheren Präsidenten der Bengals John Sawyer ein Lebensmittelunternehmen, deren Gewinn gleichfalls dem Kampf gegen die Krankheit diente. Sein Sohn Gunnar spielt ebenfalls Football und ist somit trotz seiner Krankheit sehr aktiv.

## Nach der Karriere
Esiason ist verheiratet und arbeitet als Moderator für das Fernsehen und das Radio. Er kommentiert unter anderem Footballspiele der NFL beim US-amerikanischen Sender CBS und hat eine eigene Fernsehshow.

## Quelle
- Jens Plassmann: NFL – American Football. Das Spiel, die Stars, die Stories (= Rororo 9445 rororo Sport). Rowohlt, Reinbek bei Hamburg 1995, ISBN 3-499-19445-7.